# Gibraltarpedia
Gibraltarpedia (estilizado como GibraltarpediA) es un proyecto colaborativo que une la enciclopedia digital Wikipedia con el Territorio Británico de Ultramar de Gibraltar. Se basa en la iniciativa Monmouthpedia con el fin de hacer de Gibraltar la primera "city" (ciudad capitalina) Wikipedia del mundo. El proyector se lanzó conjuntamente por la Fundación Wikimedia en Washington D. C. y el Gobierno de Gibraltar, entre el 12 y el 12 de julio de 2012.

## El proyecto
El proyecto utiliza los códigos QR de QRpedia para proporcionar un acceso multilingüe, a través de un teléfono inteligente, a los artículos de Wikipedia que abarcan temas destacados en Gibraltar con su flora, fauna, historia y cultura. Los artículos están siendo escritos en varios idiomas por habitantes locales, catedráticos, historiadores, expertos culturales y wikipedistas de todo el mundo. Las páginas serán accesibles a los visitantes a Gibraltar, que podrán usar sus teléfonos inteligentes para leer los códigos de QRpedia, dirigiéndoles a los artículos de Wikipedia en el idioma predeterminado del teléfono. La idea del proyecto surgió de Tyson Lee Holmes, que había leído sobre Monmouthpedia. Se puso en contacto Stewart Finlayson del Museo de Gibraltar, que se acercó a Wikimedia en el Reino Unido para obtener ayuda en el lanzamiento de la iniciativa.

## El norte de África
El Ministro de Turismo de Gibraltar, Neil Costa, organizó una reunión con los organizadores de Monmouthpedia donde se propuso extender la iniciativa al norte de África mediante el fomento de los custodios del patrimonio cultural para abrir su información al mundo digital. Gibraltarpedia será capaz de beneficiarse de los conocimientos lingüísticos de las comunidades locales que, además de inglés, hablan español, árabe, hindi y el hebreo. Como resultado, los wikipedistas serán capaces de "ayudar a construir un puente más sólido entre Europa y África.